# Plaza Gran Colombia
La plaza Gran Colombia llamada también alternativamente plaza Francisco Antonio Zea es un espacio público localizado en la calle El Parque de la Urbanización Campo Alegre del Municipio Chacao al este del Distrito Metropolitano de Caracas y al oeste del Estado Miranda en el centro norte de Venezuela.
Posee varios monumentos pequeños como la escultura llamada "Construcción Elemental" del artista colombiano Eduardo Ramírez Villamizar. Se le reconoce fácilmente por su extensión larga y angosta, y por estar muy cerca de la Embajada de Colombia en Venezuela así como de la Residencia del Embajador Colombiano en Caracas.
Su nombre hace referencia a la desaparecida Gran Colombia república en la cual Venezuela fue parte integrante hasta  1830 y que fuese uno de los mayores proyectos del Libertador Simón Bolívar.